# IC 1195
IC 1195  ist eine Balken-Spiralgalaxie mit aktivem Galaxienkern vom Hubble-Typ SBbc im Sternbild Herkules am Nordsternhimmel.  Sie ist schätzungsweise 539 Mio. Lichtjahre von der Milchstraße entfernt und hat einen Durchmesser von etwa 95.000 Lj. 

Im selben Himmelsareal befinden sich u. a. die Galaxien IC 1173, IC 1181, IC 1186, IC 1188.
Das Objekt wurde am 23. Juni 1892 von Stéphane Javelle entdeckt.